# Genaro de Quesada y Matheus
Genaro de Quesada y Matheus (castellà: Jenaro Quesada, 1st Marquis of Miravalles)  (Santander, 6 de febrer de 1818 - Madrid, 19 de gener de 1889) va ser un militar i polític espanyol, i primer marquès de Miravalles.

## Vida
Era de família militar. El seu pare va ser el general Vicente Genaro de Quesada, militar conservador, assassinat i mutilat durant un motí als carrers de Madrid succeït sota el regnat d'Isabel II. La família de Genaro estava emparentada amb la dels ducs de Fernán Núñez, per la qual cosa va entrar a l'exèrcit amb només sis anys, ocupant el lloc de corneta. Educat en una escola per a nobles va assolir el grau de tinent en 1833, ocupant el cos en el primer Regiment d'Infanteria. Entre 1833 i 1836, va intervenir en les guerres carlistes. Després de l'assassinat del seu pare va marxar a França per obtenir una ocupació d'oficial de comerç, però un any més tard, en 1837 torna a l'exèrcit induït per la seva família. Al comandament d'una companyia de guàrdies es distingeix en la segona guerra carlina, encara que els seus ascensos van a poc a poc. Malgrat tot contínua en l'exèrcit renunciant a participar en política com a punts militars feien en aquest moment.
En 1853 aconsegueix per fi el rang de general de divisió, a l'any següent recolza la revolta dels generals Espartero, O'Donnell i Dulce que acaba amb el triomf d'aquests que es converteixen en els nous capdavanters polítics del país. Durant el govern d'O'Donnell i la seva campanya al Marroc, aquest li lliura el comandament d'una divisió. Aquesta divisió té una part destacada en la campanya especialment durant la batalla de Wad-Ras, després de la qual és ascendit a tinent general i condecorat amb la creu de l'Orde de Carles III. Després de la campanya del Marroc és nomenat director de la Guàrdia Civil, ja que ocupa el 22 de juny de 1866 quan es produeix una rebel·lió militar a Madrid, quan és ferit al capdavant de les tropes lleials contra els insurgents.
Durant la revolució de 1868 i els seus diferents governs posteriors no accepta cap honor ni càrrec, i solament acceptarà ser director de l'estat major quan és sabut que Alfons XII sera nomenat rei d'Espanya. Després de produir-se la restauració el nou president del govern, Antonio Cánovas del Castillo el nomena primer general en cap de l'exèrcit central d'Espanya i al febrer de 1875 va ser nomenat general en cap de l'exèrcit del nord.
Amb el suport del general Tomás O'Ryan y Vázquez, Quesada va restaurar la disciplina en l'exèrcit que devia enfrontar-se als carlistes. Durant els dotze mesos va dirigir operacions i accions militars que van obligar Don Carlos a tornar a França. Després de l'èxit d'aquesta campanya se li va concedir el títol de marquès de Miravalles. Durant diversos anys va estar destinat en el nord on començaven a sorgir moviments secessionistes al marge del carlisme basats en els furs. En 1883 Quesada va ser nomenat senador i de gener de 1884 fins a la mort d'Alfons XII en novembre de 1995 fou Ministre de Guerra. Va morir en 1889 i va rebre un funeral amb honors militars.